# سكة حديد مسننة

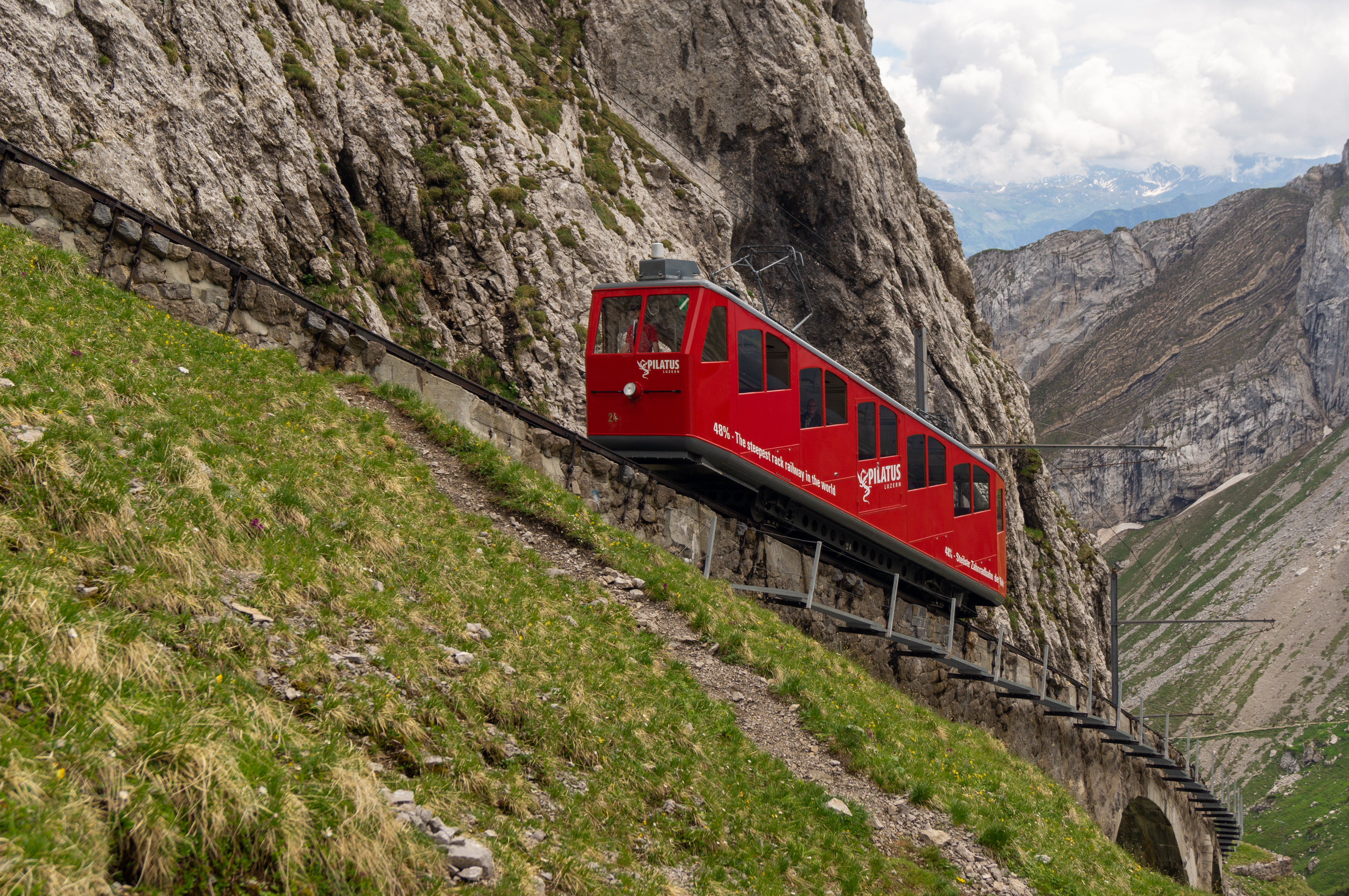
سكة حديد مسننة في جبل بيلاتوس في سويسرا

سكة الحديد المسننة هي سكة حديد غالباً ما توضع في المناطق الجبلية ويكون فيها القطار مزوداً بمسننات تمر على مسار مسنن بين خطي سكة الحديد.
كان المهندس الإنجليزي جون بلنكينسوب أول من اخترع هذا الأسلوب بالنقل بالسكك الحديدية المسننة في سنة 1811.

أسلوب العمل في سكة الحديد المسننة

أول سكة حديد مسننة جبلية كانت سكة Mount Washington Cog Railway التي انتهى العمل بها على جبل واشنطن في الولايات المتحدة في سنة 1869. من الأمثلة على سكك الحديد المسننة في أوروبا سكة حديد بيلاتوس في سويسرا.